# ポストモダニティ
ポストモダニティ（Postmodernity, post-modernity）は、一般的に言ってモダニティ〔近代性〕の後に出現するとされる経済的・文化的な状態もしくは社会状況を表現するために使われる言葉である。ポストモダン状況（postmodern condition）ともいう。モダニティは20世紀後期に終焉し、ポストモダニティに置き換わった、とする考え方がある一方で、モダニティをポストモダニティが示すところの諸発展に拡大適用しようとする向きもある。
ポストモダニティは、ポストモダン社会に対する個人的反応、ある社会においてそれをポストモダンたらしめる諸条件、あるいはポストモダン社会に結びつけられる存在状況を意味することもある。ほとんどの文脈においてポストモダニティはポストモダニズムとは区別されるべき言葉として使われる。後者はポストモダン哲学や芸術・文学・社会におけるポストモダンな特徴をいう場合に意図的に採用される言葉である。

## 語の用法

バンクシー

ポストモダニティとはポストモダン状況にあるということであり、ポストモダン芸術がそうであるように、モダン状況の後にくるもの、もしくはモダン状況に対する反動である（ポストモダニズムを参照のこと）。モダニティと定義される時代あるいは状況とは、大まかに言って進歩の時代であり、産業革命や啓蒙主義の時代であるとされる。哲学や批判理論においてポストモダニティという言葉が表すのは、モダニティの後に出現するとされる社会状況であり、モダニティが終わったとするに足る徴候を呈した歴史状況である。この用法は哲学者ジャン＝フランソワ・リオタールやジャン・ボードリヤールに帰せられる。
近代の「企画」のひとつは、公共生活や芸術的生活に合理性と階層秩序の原理を組み入れることによって進歩を促進することであった、とハーバマスは述べた（ポスト工業化社会や情報化社会も参照のこと）。リオタールは、モダニティとは進歩を追求しながら絶え間なく変化し続けることを特徴とする文化状況であると解釈した。したがってポストモダニティとは、この過程が頂点に達し、絶え間ない変化が常態となり、進歩という概念が時代遅れとなってしまった状を表している。絶対知や全体知の可能性に関するルートヴィヒ・ヴィトゲンシュタインの議論の後に続けて、リオタールはさらに、実証主義的科学、マルクス主義、構造主義といった、進歩に関するさまざまなメタ物語は、進歩を達成する諸方法と同様に潰えているのだ、と論じた。
文芸評論家フレドリック・ジェイムソンと地理学者デヴィッド・ハーヴェイは、ポストモダニティを「後期資本主義」や「柔軟な資本蓄積」と結びつけた。それは金融資本主義の後に続く資本主義の段階であり、可動性の高い労働と資本、およびハーヴィーが「時間と空間の圧縮」と呼ぶものに特徴付けられる。かれらの示唆するところ、これは第二次世界大戦後の経済秩序を規定した（と彼らが信ずるところの）ブレトン・ウッズ体制の崩壊と時を同じくする（消費社会や批判理論も参照のこと）。
おおよそモダニティとは時代遅れか、完全な失敗であり、アウシュビッツや広島のような惨事につながる人類の進歩における瑕瑾であったと考える人々は、ポストモダニティを肯定的な発展と捉える。多くの哲学者、とりわけ近代の企画の内側にいることを自認する人々は、ポストモダニスト的発想をもつことで想定される結果、という意味でポストモダニティという言葉を用いる。特にユルゲン・ハーバマスらは、ポストモダニティとは長い歴史をもつ反啓蒙思想の再来を表しており、近代の企画は完了していないのであり、普遍性とは軽々しく不要と断ずることのできないものである、と主張する。この文脈においては、ポストモダン的発想を抱くことの帰結たるポストモダニティは概して否定的な言葉である。

## ポストモダニズム
ポストモダニティが制度や現状の変更と（ギデンズ1990年）社会的・政治的結果と確信に（地球規模でしかし特に1960年代の西洋で）関係する存在の状態であるゆえにポストモダニズムは特に1920年代の芸術における新運動からの審美的であったり文学的であったり政治的であったり社会的な哲学（「文化的・理知的な現象」）である。権威の破砕や知識のコモディティ化を（モダニティを参照のこと）含む20世紀後半から21世紀初頭の生活の指標の結果である現代社会の文化や経済学、社会の様相に言及する哲学者や社会学者、社会評論家によりこの用語は用いられている。
ポストモダニティと批判理論・社会学・哲学の関係は、激しく議論され、「ポストモダニティ」や「ポストモダニズム」という言葉は、はっきり区別するのは難しいことがよくあり、前者は後者の結果であるということがよくある。時代は様々な政治的分岐がある。その「反イデオロギー的思想」は現代の反グローバリゼーションにおける様々な混沌と同様にフェミニスト運動や民族平等運動、ゲイ権利運動、20世紀後半のアナキズムの殆どの形態、平和運動さえも前向きに関わっていると見られる。この制度はどれも最も集中した定義においてポストモダン運動のあらゆる様相を専ら包含していないが、その全てがその核となる思想の幾つかを映し、あるいはそこから借りている。

## 歴史
バウマンやギデンズのような作家がポストモダニティにより示される発展を包含するモダニティを拡張しようとしているとはいえ、リオタールやボードリヤールのような作家の中にはモダニティは20世紀後半に終わったと考え、従ってモダニティに続く時代（即ちポストモダニティ）を定義付けている人がいる。その他の人は、モダニティは1990年代のヴィクトリア朝とともに終了したと依然主張している。
ポストモダニティは2つの相対的に異なる段階（一つは1950年代に始まり冷戦（限定的な帯域幅を持つアナログメディアが数個の信ずべきメディアチャンネルを促進した時期）とともに終わりもう一つは冷戦の終了とともに終わった（情報宣伝と放送のデジタル手法に基づくケーブルテレビと「新メディア」の普及により位置付けられる））を通じて行われたと言われてきた。
ポストモダニティの第一段階は、モダニティの終了と重なり、現代の一部であると多くの人からみなされている。テレビは主要なニュース源となり、製造業の重要性は、西ヨーロッパとアメリカ合衆国経済では減少したが、貿易量は開発国の間では増加した。1967年-1969年、決定的な文化爆発が、政治的・文化的・教育的権力構造に向かってはいることを要求した社会の基本経験としてポストモダニティとともに成長したベビーブーム世代として開発国で起こった。非暴力や文化的な活動から暴力的テロリズム行動を通じて一連のデモと造反行為は、年長の世代の政策と展望に対する若者の反対を表現した。アルジェリア戦争やベトナム戦争と人種隔離を許したり促進する法や過度に女性を差別し離婚を制限する法律に対する反対で大麻や幻覚剤の使用やロック音楽やステレオの偏在などのポップカルチャー形式の音楽やドラマが増え、テレビやラジオは、広範な文化状況における視覚化を助長した。この時代はメディア文化に暮らす結果に焦点を当てた哲学者マーシャル・マクルーハンの著作に関係があり、地域の社会的な規範に基づく標準を失うので広められる事実上の満足を見劣りさせたり解放するその両方がマスメディア文化に加わっていると主張した。
ポストモダニティの第二段階は、ポストモダニティの状態を劇的に変えているファックスやモデム、ケーブル、高速インターネットなどのコミュニケーションの個人やデジタルの手法の力を増大させるデジタル性により定義されている。情報のデジタル提供は、メディア環境のあらゆる面を視覚的に個人が処理できるようにしている。このことは知的資本や知的財産権に関して消費者と対立する製作者となっていて、支援者が情報コストの暴落が社会を根本的に変えることになると主張するニューエコノミーの創設に結び付いた。
デジタル性や「デジタル化」に言及したエスター・ダイソンがポストモダニティから分かれた状態で現れたと主張して始まった。この位置にあったものは、大衆文化の項目やワールドワイドウェッブ、インデックスナレッジに対する検索エンジンの使用、テレコミュニケーションを操作する能力が、アップルのiPodのようなヘンリー・ジェンキンスのいう参加型文化やメディア機器の使用が増えることになる「集中性」を創造していると主張した。
この時代の最も単純な境界点は、1991年のソビエト連邦の崩壊の中国の自由化である。フランシス・フクヤマはベルリンの壁の崩壊を見越して1989年に『歴史の終焉』を執筆した。政治哲学の疑問が答えを得ていて、基本的な価値に関する広範な戦争が「重要な矛盾が全て解決され全ての人類が満足を必要としている」故に最早起こらないと予言した。一種の「終焉主義」が、アンディ・ウォーホルのブリローボックスが正しい疑問を提起し故に芸術が終焉したと1984年に喝采したアーサー・ダントーも取り上げている。

## 解説

### 哲学と批判理論における区別
ポストモダニティに関する論争には混乱することが良くある二つの明確な要素（(1)現代社会の本質と(2)現代社会の評論の本質）がある。この要素の一番目は、20世紀後半に起こった変換の本質に関係がある。3つの主要な分析がある。アレックス・カリニコス（1991年）やカルーン（1995年）のような理論家は、重要性や社会経済的変換の範囲を控えめに言い過去との連続性を強調しながら現代社会の本質に関する保守的な立場を示している。第二の理論家達は現在が「現代の」企画の発展でありながら依然「モダニティ」であると分析しようとしてきた。このことはウルリッヒ・ベック（1986年）による「第二の」または「リスク」社会、ギデンズ（1990年、1991年）による「後期の」または「高度な」モダニティ、ジグムント・バウマン（2000年）による「流動的な」モダニティ、カステル（1996年、1997年）による「ネットワーク」社会という形で定義付けられている。第三の人々は、現代社会が文字通りモダニティから明確にポストモダンの段階に移行していると主張する人々である。この立場をとる最も著名な支持者は、リオタールとボードリヤールである。
もう一つの問題は、評論の本質を憂慮し、（大まかに述べれば）全称命題と相対主義に関する討論を再現し、モダニズムはそこで前者を表しポストモダニズムは後者を表すものと見られている。セイラ・ベンハビブ（1995年）とジュディス・バトラー（1995年）は、フェミニスト政策に関係があることに気付き得ることを追い続け、ベンハビブはポストモダンの評論が3つの主要な要素からなると主張し、その3つは反ファウンデイショナリストは主題とアイデンティティからなる概念、歴史の死とテレオロジーと過程の概念、客観的事実の探求と定義される形而上学の死である。ベンハビブはフェミニスト政策の基礎が密かに傷付けられていて権力と自我の感覚、解放された未来の名において女性史の盗用の可能性を除去していると考えながらこの批判的な立場に対して力強く主張している。規範的な思想を否定することでユートピアの可能性を倫理的な思考と民主的な活動を中心に除去している。
バトラーはベンハビブのポストモダニズムの使い方が反ファウンデイショニストの哲学特にポスト構造主義について広範な偏執病の表現であると主張することでベンハビブに応えている。
多くの立場が、ポストモダニズムのせいにされていて、まるで論議があらゆるものが成り立っているある種の一元論的材料とでも言わんばかりに論議は全てそこにあり、「現実はない、ただ描写があるのみ」とは私は、そう、私は言うことができない。この特徴づけは互いに合成され時に建設と合成されフランスのフェミニズム、建設、ラカニアン精神分析、フーコルディアン分析、ローティの会話主義、文化研究の見境のない集団と理解されるポストモダニズムやポスト構造主義に色々に帰せられている。...実際はこの運動は相対している。フランスの立場自体におけるラカニアン精神分析は、公式にはポスト構造主義に相対し、フーコルディアンは稀にデリディデアンと関係がある。...リオタールはこの言葉を擁護しているが、自称ポストモダニストらが行っている例を示すことができない。例えばレオタールの著作は、本気でデリダの著作と争っている。
研究の最初の仕事が容認された「普遍的」で「客観的な」標準の尋問である故にバトラーは哲学がどのように権力関係に関係があり主題の評論自体が分析の始まりである（終わりではない）と主張することでポストモダニストを守るかを論証するポストモダニストの評論の本質に関する討議を行っている。
ベンハビブとバトラーの討論は、ポストモダニティのまさしくその定義としてポストモダン理論家の単純な定義はないことを説明している。いまだに対談ではっきりとポストモダニズムのレッテルを貼られることを拒否しているミシェル・フーコーは、ベンハビブのような多数から啓蒙運動の普遍的な標準を問題に呼び込むことでユートピア的で形而上の「現代の」評論との関係を立つ「ポストモダン」である評論の形態を擁護していると見られている。アンソニー・ギデンズ（1990年）は全称的な啓蒙運動の評論が現代の哲学者（殆どの著名なニーチェ派）にとって中心をなしていると指摘しながらこの「現代の評論」の特徴づけを拒否している。

### ポストモダン社会
ジェイムソンは数多くの現象をポストモダニティをモダニティから識別するものと見ている。嘗て「内」と「外」という用語で人とものを説明したモデルが（確実性・不確実性・意味したり意味してきたことを区別する記号学の間の解釈学、弁証法、フロイト式の抑圧、実存主義者の区別のような）拒否されている「新種の浅薄な事物」や「深みのなさ」について語っている。
第二は美に対する苦痛の芸術を通してモダニストの変容の「ユートピア的振る舞い」の（ヴァン・ゴッホに現れる）の拒否であるにもかかわらず、「一揃いの原文や偽物になっている」]（ジェイムソン 1993:38）ので客観的な世界は、「基本的な変化」をしている。モダニストの芸術は、世界に生命を与える（次のグラフが科学と宗教の衰えが持ち去っていた魅力を世界に戻す為に言えるかも知れない）世界を取り戻し聖式化することを求めた為に、ポストモダニストの芸術は、「滑らかなX線の簡潔さが満足できる段階に死や死の妄想や死の不安とは無関係であるような方法で観察者の具体化された目を抑制する致命的な資質を」（同書）世界に与えている。グラフは科学の勃興と啓蒙運動家の合理性が除いた世界に意味を与える宗教に芸術の意図した代用にこの芸術の変形した使命の起源と見ているが、ポストモダン時代では役立たずと見られている。
ジェイムソンが同一視するポストモダン時代の第三の指標は、「感情の衰え」であるが、全ての感動がポストモダン時代から失われているが、「『相手を追憶する』アルチュール・ランボーの不思議な花に」見出されるような特定の種類の感動を減少させている。「増大する個人の様式の不獲得性」が普遍的な実践となるパスティーシュに導いているので「パスティーシュがパロディを凌いでいる」。
ジェイムソンは我々の現在のポストモダン体が失われた空間座標である位置に対して今後充当されることになるものに没頭するポストモダニティの中に隔たりは「なくなっている」と主張している。この「新たな世界的な空間」は、ポストモダニティの「真実の瞬間」を続けている。同一視するポストモダンの様々な指標は、同じ一般空間の客観の部分的な（いまだ構成的な）様相と自身を全て見ることが可能である。ポストモダン時代は文化の社会的機能における変換を見ている。近代の文化を「存在の実際的世界を上回る...存在」と共に「半自主性」を持っているものと同一視しているが、ポストモダン時代には文化はこの自主性を拒み、文化的なものは全てが「文化的に」なる為にあらゆる社会的領域を消費しようと拡大した。文化政策に関する左翼の理論が隷属的な「資本の大規模な存在」から外れて文化が位置付けられ得る過程としての「批判的な距離」は、流行遅れになっている。「多国籍資本の新たな巨大な拡大は、批判的有効性のために異星人的でアルキメデス的な足がかりを提供したまさしくこの前資本主義的奴隷を（本質と非良心性）貫き入り込みながら終わることになる。」（ジェイムソン 1993:54）

### 社会学
ポストモダン社会学はマスメディアと大量生産の偏在、地球規模の経済の興隆、工業からサービス経済への移行を含む殆どの工業国における20世紀後半に益々流行することになった生活の状態に焦点を当てるものだと言える。ジェイムソンとハーヴェイは、工業、分配、普及が例外的に安価になっているが、社会的関係とコミュニティが稀なものになっている消費主義と述べた。別の思想家は、ポストモダニティが大量生産と大衆政治に慣らされた社会における大衆放送に対する自然な反応であると断言している。アラスデア・マッキンタイアの著作は、アリストテレス主義のマッキンタイア的修正が現在資本蓄積を促進するこの種の消費主義者の思想に対する挑戦を行うマーフィーとビールスキスのような作家により練られたポストモダニズムの解釈を伝えている。
ポストモダニティの社会学的視点は、以前より幅広い資本の範囲を評価し様々な形態に供給される評価を認める制度を導きながら大量生産の標準化を禁止する高速輸送や幅広いコミュニケーション、能力のせいにしている。ハーヴェイはポストモダニティが1930年代から1970年代のOECD加盟国におけるケインズ時代の経済政策で流行した生産調整や蓄積の方法を説明するアントニオ・グラムシにより作り出された言葉「フォーディズム」からの逃避であると主張している。ハーヴェイにとってのフォーディズムは、資本・労働関係が経済政策と生産調整を考慮するとはいえ第一のものが生産手法と資本・労働関係を考慮するケインズ主義と関係がある。ポストフォーディズムは従ってハーヴェイが見るところではポストモダニティの基本的な側面の一つである。
ポストモダニティの遺物には情報やマステレコミュニケーションへの広範な接続しやすさであるテレビや大衆文化の優越がある。ポストモダニティは環境主義と反戦運動の高まる重要性において認められる過程の名において行われる犠牲に対する大きな抵抗も示している。工業化された核におけるポストモダニティは、フェミニズムや多文化主義とこの運動に対する反動のような運動と同様に公民権や機会均等に焦点を増すことで特徴付けられている。ポストモダンの政治的本分は、モダニストの政治領域が階級闘争に限定されているとはいえ（性や人種により定義される共同体における）抑圧や阻害に対する様々な形態の闘争を考慮する多くの活躍の場と市民と政治活動の可能性により特徴付けられている。
ミシェル・マフェソリのような理論家は、ポストモダニティが生存する為に供給する環境に食い込んできていてやがて個人主義の衰退と新たな新部族主義時代の誕生に結び付くことになると考えている。
今の時代の経済とテクノロジーの状態は、思想が現実的であったり本来的であったり安定していたり客観的であったりする通信元や意義の伴わない互いの相互に参照できる表現や写しである幻影に過ぎない分散したメディアが支配する社会に昇華させてきた。通信、製造業、交通における革新により齎されたグローバリゼーションは、政治権力や通信、知的生産の個々の支配的な中心を減少させる文化的に多元論的で相互作用的な地球規模の社会を創造する分散した近代的生活を営んでいる一つの力として引用されることがよくあるこのポストモダニストの視点は、相互に主観的な（客観的でない）知識がこのような状態で支配的な形態であることになり普及の偏在が基本的に読者と観察者と被観察者、消費者と生産者の間で読まれるものの間の関係を変えるものである。
Spaces of Hopeでハーヴェイはポストモダンの政治運動が間接的に（マルクス主義的観念の）階級問題とハーヴェイの意見ではフォーディストの時代より現在重要なこの活動の場の批判的な自覚を弱めた責任があると主張している。ハーヴェイにとってこの階級闘争は（ハーヴェイの主張によるとポストモダンの理論家が無視するものを）解決するには程遠い。グローバリゼーションは労働者の権利のない貧しい状態で低賃金労働に取り組む労働組織にとって更に難しい問題にしていて、協同して得られる大量の余剰価値は、西側の消費者により支払われる高価格と東南アジアの労働者が受け取る低賃金の間の格差の故に遠く隔たったものになっている。

## 批判
ポストモダンの状態に関する批判は、4つのカテゴリー（モダニズムとその支流を拒否する人々の展望からのポストモダニティ批判、ポストモダニティが近代の企画の決定的な特質を減少させていると考えるモダニズム支援者からの批判、ポストモダニズムの自分なりの理解に基づいた改革や変換を求めるポストモダニティ内部からの批判、ポストモダニティが社会機構における一過性の（成長中ではない）段階であると考える人々）に大まかに分けることができる。

## 引用
- 「あらゆる時代にはその時代固有のマニエリスムの形態があるように、いずれの時代にもその時代特有のポストモダンがあると言っていいだろう（実のところ、わたしはポストモダンとは*マニエリスムス*の現代的な命名とは違うのだろうかと疑問に感じている…）。フリードリヒ・ニーチェが『反時代的考察』の第2篇で歴史研究（ヒストリオグラフィー〔歴史学方法論〕）の有害さについて述べたことどものように、どの時代も危機の瞬間に達するとわたしは思う。過去がわたしたちを抑圧し、息を詰まらせ、脅迫しているという感覚。」 - ウンベルト・エーコ、ステファノ・ロッソとの「ポストモダニズムに関する往復書簡」、ホーステリら編『バベルの時代精神: ポストモダニズム論議』インディアナ大学出版、1991年、242-3頁[3][4]。

## 参照
1. ↑  http://www.stwing.upenn.edu/~durduran/dergi/tony1.htm
2. ↑  Wright, William D. (1997). Black Intellectuals, Black Cognition, and a Black Aesthetic. New York: Praeger. ISBN 0275955427
3. ↑  "A Correspondence with Umberto Eco"
4. ↑  Alt.Postmodern FAQ

## お勧めの書物
- Anderson, Perry（1998年）The Origins of Postmodernity. London: Verso.
- Deely, John（2001年）Four Ages of Understanding: The First Postmodern Survey of Philosophy from ancient Times to the Turn of the Twenty-first Century. Toronto: University of Toronto Press.
- Giddens, Anthony（1990年）The Consequences of Modernity. Cambridge: Polity Press.
- Giddens, Anthony（1991年）Modernity and Self Identity. Cambridge: Polity Press.
- Zygmunt Bauman（2000年）Liquid Modernity.  Cambridge: Polity Press.
- Ulrich Beck（1986年）Risk Society: Towards a New Modernity.
- Seyla Benhabib（1995年）"Feminism and Postmodernism" in (ed. Nicholson) Feminism Contentions: A Philosophical Exchange.  New York: Routledge.
- Judith Butler（1995年）"Contingent Foundations" in (ed. Nicholson) Feminist Contentions: A Philosophical Exchange.  New Yotk: Routledge.
- Manuel Castells（1996年）The Network Society.
- Guénon, René（1927年）The Crisis of the Modern World. Hillsdale: Sophia Perennis.
- Guénon, René（1945年）The Reign of Quantity & the Signs of the Times. Hillsdale: Sophia Perennis.
- Hicks, Stephen R. C.（2004年）Explaining Postmodernism: Skepticism and Socialism from Rousseau to Foucault (ISBN 1-59247-646-5).
- Harvey, David（1990年）The Condition of Postmodernity. An enquiry into the origins of cultural change. Oxford: Blackwell.
- Ihab Hassan, From Postmodernism to Postmodernity: the Local/Global Context (2000), text online.
- Jean-François Lyotard（1924年–1998年）は1970年代後半後にポストモダニズムの抱擁として良く知られるフランスの哲学者で文学理論家であった。「La Condition postmoderne: Rapport sur le savoir」（ポストモダンの状態：知識に関する報告）（1979年）を出版した。
- Charles Arthur Willard Liberalism and the Problem of Knowledge: A New Rhetoric for Modern Democracy. University of Chicago Press. 1996年。

## 更なる読み物
- Albrow, Martin (1996). the Global Age: State and Society Beyond Modernity. Stanford, CA: Stanford University Press. ISBN 0804728704
- Baudrillard, J. 1984. Simulations. New York: Semiotext(e).
- Berman, Marshall. 1982. All That is Solid Melts into Air. The Experience of Modernity. London: Verso.
- Chan, Evans. 2001. "Against Postmodernism, etcetera--A Conversation with Susan Sontag" in Postmodern Culture, vol. 12 no. 1, Baltimore: Johns Hopkins University Press.
- Docherty, Thomas.1993. (ed.), Postmodernism: A Reader, New York: Harvester Wheatsheat.
- Docker, John.1994. Postmodernism and Popular Culture: A Cultural History. Cambridge: Cambridge University Press.
- Eagleton, Terry. 'Capitalism, Modernism and Postmodernism'. Against the Grain: Essays 1975-1985. London: Verso, 1986. 131-47.
- Foster, H. 1983. The Anti-Aesthetic. USA: Bay Press.
- Fuery, Patrick and Mansfield, Nick. 2001. Cultural Studies and Critical Theory. Melbourne: Oxford University Press.
- Graff, Gerald. 1973. "The Myth of the Postmodernist Breakthrough" in Triquarterly, no. 26, Winter 1973, pp. 383–417.
- Grebowicz, Margret. 2007. Gender After Lyotard.  NY: Suny Press.
- Grenz, Stanley J. 1996. A Primer on Postmodernism. Grand Rapids: Eerdmans
- Habermas, Jürgen "Modernity - An Incomplete Project" (in Docherty ibid)
- Habermas, Jürgen. 1981. trans. by Seyla Ben-Habib. Modernity versus Postmodernity. in V Taylor & C Winquist; originally published in New German Critique, no. 22, Winter 1981, pp. 3–14.
- Jameson, F. 1993. "Postmodernism, or the Cultural Logic of Late Capitalism" (in  Docherty, ibid).
- Jencks, Charles. 1986. What is Postmodernism? New York: St. Martin's Press, and London: Academy Editions.
- Joyce, James. 1964. Ulysses. London: Bodley Head.
- Lyotard, J. 1984. The Postmodern Condition: A report on knowledge. Manchester: Manchester University Press
- Mansfield, N. 2000. Subjectivity: Theories of the self from Freud to Harroway. Sydney: Allen & Unwin.
- McHale, Brian. 1990. "Constructing (post) modernism: The case of Ulysses" in Style, vol. 24 no. 1, pp. 1–21, DeKalb, Illinois: Northern Illinois University English Department.
- Palmeri, Frank. 2001. "Other than Postmodern?--Foucault, Pynchon, Hybridity, Ethics" in Postmodern Culture, vol. 12 no. 1, Baltimore: Johns Hopkins University Press.
- Pinkney, Tony. 1989. "Modernism and Cultural Theory", editor's introduction to Williams, Raymond. The Politics of Modernism: Against the New Conformists. London: Verso.
- Taylor, V & Winquist, (ed).1998. Postmodernism: Critical concepts (vol 1-2). London: Routledge.
- Wheale, N. 1995. The Postmodern Arts: An introductory reader. New York: Routledge.
- Simpson, J.A. and Weiner, E.S.C. 1989. The Oxford English dictionary. Oxford: Clarendon Press; New York: Oxford University Press, 1989.